# Wroniec (wzniesienie)
Wroniec (niem. Krähen Berg)  716 m n.p.m. – wzniesienie w południowo-zachodniej Polsce, w Sudetach Środkowych, w Górach Sowich.
Wzniesienie położone jest w północno-zachodniej części Gór Sowich na obszarze Parku Krajobrazowego Gór Sowich, około 1, 3  km na północ od Wielkiej Sowy. 
Słabo zaznaczone wzniesienie o stromych zboczach: zachodnim, wschodnim i północnym. Zachodnie zbocze opada do doliny Sowiego Spławu, północne w stronę Przełęczy Walimskiej a zbocze południowe w części grzbietowej minimalnie opada w dół około 20 m względem wierzchołka i przechodzi w strome północne zbocze Wielkiej Sowy (1015 m n.p.m.). Wzniesienie wyrasta w widłach źródliskowych potoków Kłomnicy, na załamaniu północno-zachodniego zbocza Wielkiej Sowy
w niewielkiej odległości od szczytu najwyższego wzniesienia Gór Sowich. Wzniesienie zbudowane jest z prekambryjskich paragnejsów i migmatytów. Zbocza wzniesienia pokrywa warstwa młodszych osadów z okresu zlodowaceń plejstoceńskich. Wzniesienie od południowo-zachodniej strony góruje nad Potoczkiem oraz nad Bacówką i dolną stacją wyciągu orczykowego na Wielką Sowę. 
Całe wzniesienie  częściowo porośnięte lasem świerkowym regla dolnego, znacznie przerzedzonym pod koniec XX wieku w wyniku klęski ekologicznej.
Północnym zboczem prowadzi lokalna droga znad Jeziora Bystrzyckiego przez Przełęcz Walimską do Walimia. U podnóża wzniesienia, po północnej stronie, położona jest niewielka, wyludniona osada wiejska Modlęcin. Położenie wzniesienia, mało podkreślony kształt i nie wyraźna część szczytowa, czynią wzniesienie trudno rozpoznawalnym w terenie.

## Inne
- Na zboczach wzniesienia położone są źródła potoków górskich Młynówki i dopływów Kłomnicy.
- Przez szczyt góry przebiega granica administracyjna między powiatem wałbrzyskim i świdnickim.

## Szlaki turystyczne
Przez szczyt prowadzą szlaki
Pieszy:
- –  z przełęczy Walimskiej na Wielką Sowę.

Narciarski: 
- niebieski – z schroniska Sowa  do Przełęczy Walimskiej.